# Richard Pfeiffer
Richard Friedrich Johann Pfeiffer (né le 27 mars 1858 à Sdunkow, Province de Posnanie; † 15 septembre 1945 à Bad Landeck, Basse Silésie) est un bactériologiste hygiéniste allemand. Par l'étude des bactériolyses, il est le premier à mettre en évidence l'action des endotoxines dans certaines affections graves.

## Biographie

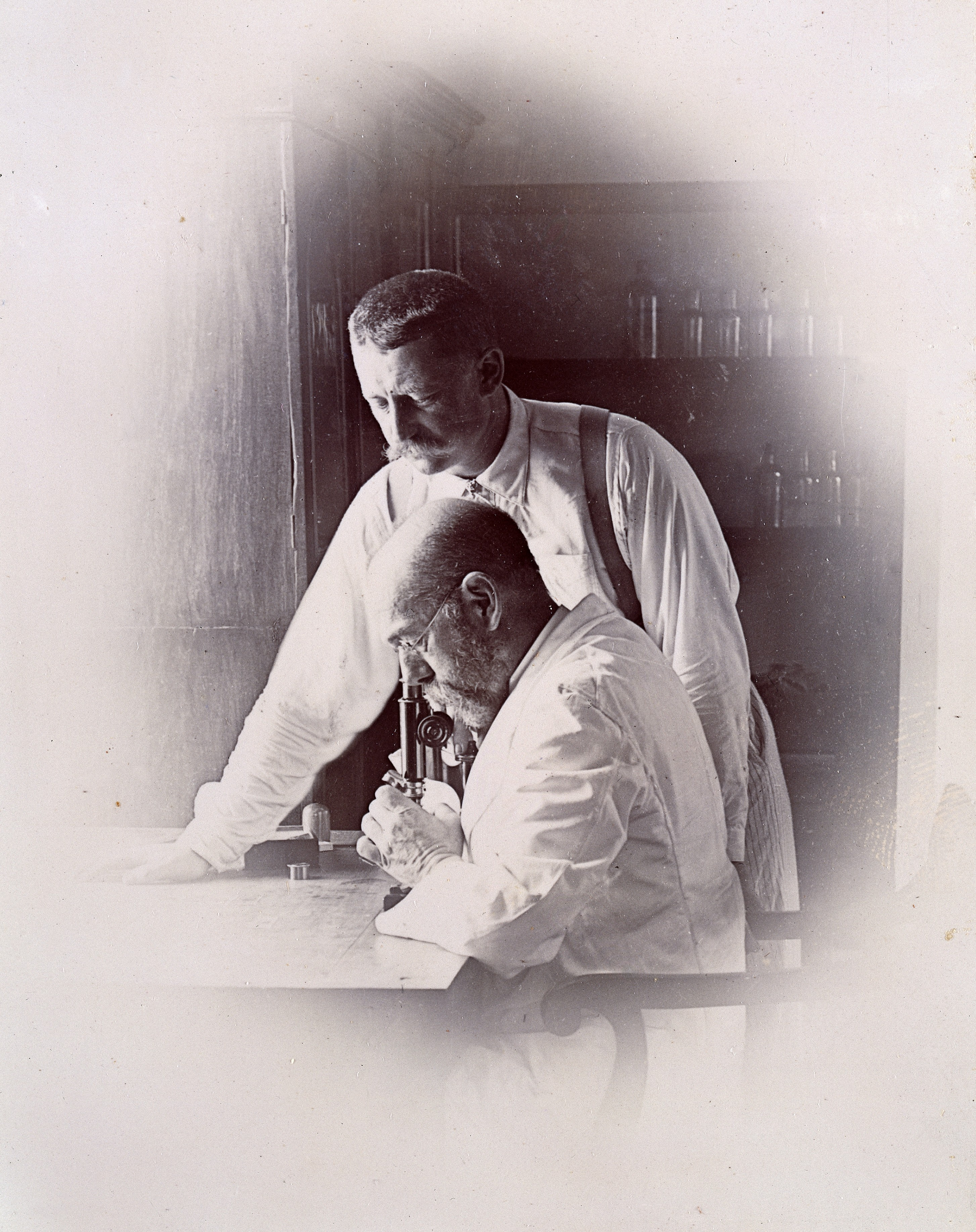
Robert Koch et Richard Pfeiffer (1897).

Richard Pfeiffer fait ses études secondaires à Schweidnitz et étudie la médecine à l’Institut médico-chirurgical Frédéric-Guillaume de Berlin, où il est reçu médecin en 1880. Il est d'abord officier de santé dans l'armée prussienne jusqu'en 1889. De 1887 à 1891 il est l'assistant de Robert Koch, passe son Habilitation en 1891 à l'Hôpital de la Charité de Berlin puis assure la direction scientifique de cet établissement jusqu'en 1899 dirigé par Koch.
Il succède à Erwin von Esmarch en 1899 à la chaire d'hygiène de l'Université de Königsberg, puis en 1909 accepte la chaire de l'Université Frédéric-Guillaume de Breslau, dont il est même élu recteur en 1919-20. Nommé professeur émérite en 1925, il est admis deux ans plus tard à l'Académie Léopoldine.

Richard Pfeiffer vers 1928.

Ses contributions à la Bactériologie sont nombreuses : avec Carl Fraenkel, il assure la publication des cours de Koch sous forme d'un Traité de Bactériologie. Il est le premier à décrire une bactériolyse, découvre en 1892 la bactérie Haemophilus influenzae et en 1896 la bactérie Micrococcus catarrhalis. Par l'observation, dès 1894, des réactions présentées par différents animaux atteints du choléra, il aboutit à un vaccin contre le typhus. Il participe à plusieurs expéditions dans les pays tropicaux, étudie notamment la peste en Inde (en collaboration avec le chef de l'expédition Georg Gaffky et Robert Koch, l'interne épidémiologiste Georg Sticker ainsi que le bactériologue Adolf Dieudonné), ainsi que la malaria dans les régions marécageuses d'Italie. Pfeiffer décrit le premier les endotoxines et leur action organique.

## Bibliographie

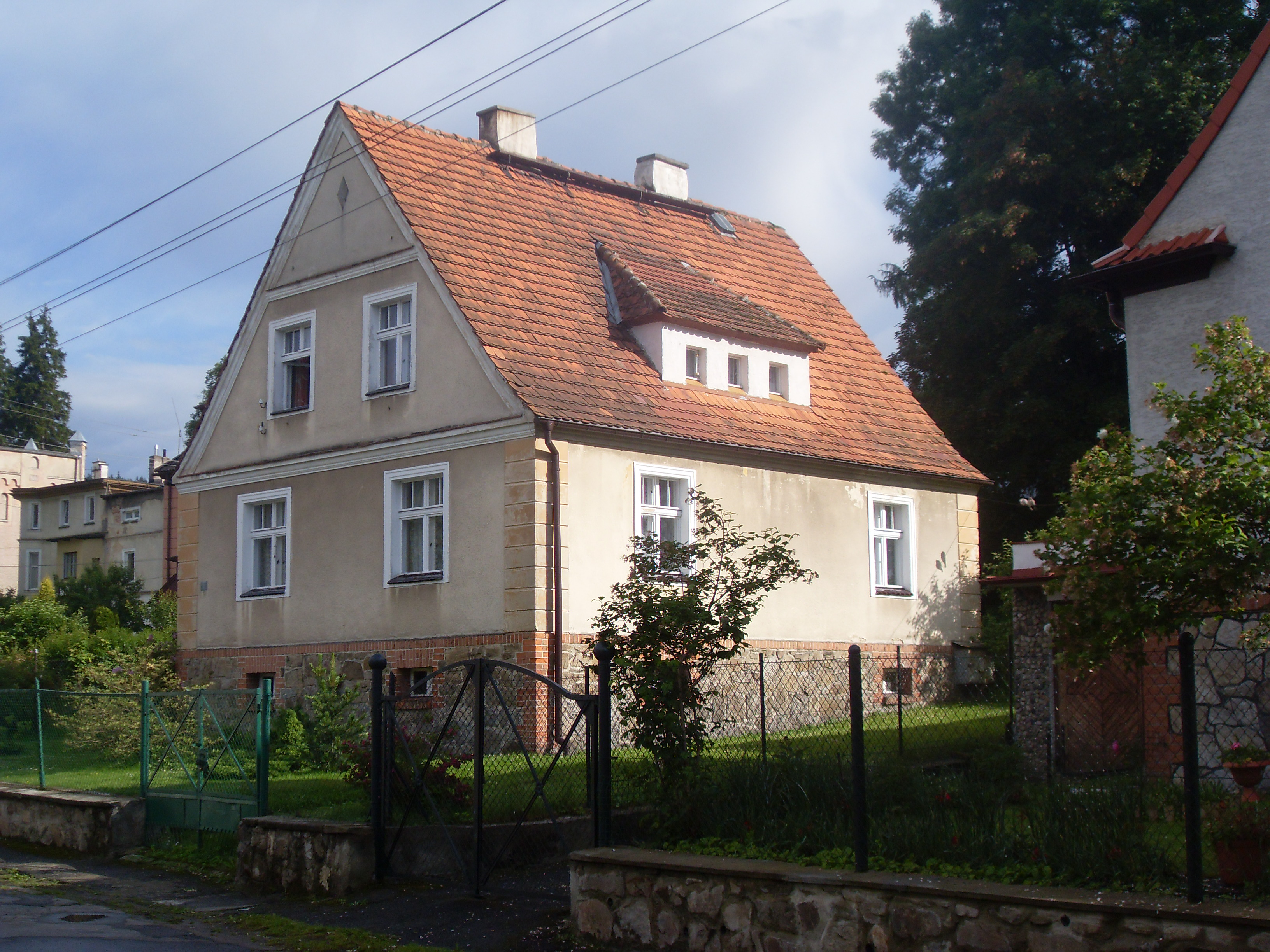
Maison de Pfeiffer à Bad Landeck, au 5 rue Konopnickiej

## Voir également
(de) Richard Pfeiffer (Wikisource germanophone)
- Ressources relatives à la recherche :   - Biodiversity Heritage Library
  - Institut Pasteur
  - Scopus
  - Who Named It?
- Ressource relative à la santé :   - Bibliothèque interuniversitaire de santé
- Notices dans des dictionnaires ou encyclopédies généralistes :   - Brockhaus
  - Deutsche Biographie
  - Gran Enciclopèdia Catalana
  - Hrvatska Enciklopedija
  - Proleksis enciklopedija
  - Store norske leksikon
  - Treccani
  - Visuotinė lietuvių enciklopedija
- Notices d'autorité :   - VIAF
  - ISNI
  - BnF (données)
  - IdRef
  - GND
  - CiNii
  - Pays-Bas
  - Pologne
  - NUKAT
  - Australie
  - Norvège
  - Tchéquie
- (en) Biographie sur whonamedit.com